# Martinšćica
Martinšćica is een plaats in de gemeente Cres in de Kroatische provincie Primorje-Gorski Kotar. De plaats telt 155 inwoners (2001).